# Dům U Svatého Rocha (Prostějov)
Dům U Svatého Rocha (také Dům Pavláta z Olšan nebo U Goliáše) je od 3. května 1958 památkově chráněný objekt na adrese nám. T. G. Masaryka čp. 121 v Prostějově, stojící na Žižkově náměstí.

## Historie
Po polovině 16. století si nechal Pavlát z Olšan přestavět starší stavbu na honosný pozdně gotický městský dům. Dále byl objekt přestavěn v době renesance a roku 1895. Během 18. století byl dům majetkem italského kupce Rocha Prestinaria, po kterém nese své jméno. Nadzemní poschodí sloužila dříve k bytovým účelům, později byla adaptována na kancelářské prostory.

## Popis
Gotická dispozice podsklepeného domu se projevuje v přízemí. Je zde mázhaus zaklenutý žebrovou klenbou, již podpírají osmiboké pilíře z bosovaných kvádrů s profilovanou hlavicí. V klenebním svorníku je erb Pavláta z Olšan. Plochostropá patra nesou známky četných přestaveb. Průjezdem se vchází do menšího dvora. Fasáda o čtyřech a sedmi okenních osách je bohatě zdobena prvky historizujících stylů a je zakončena balustrovou atikou a sedlovou střechou. Nachází se v ní také výklenek s baldachýnem a sochou svatého Rocha.
Na nároží stojí válcový arkýř se střešní kupolí. V úrovní prvního patra ho zdobí karyatidy.

## Galerie

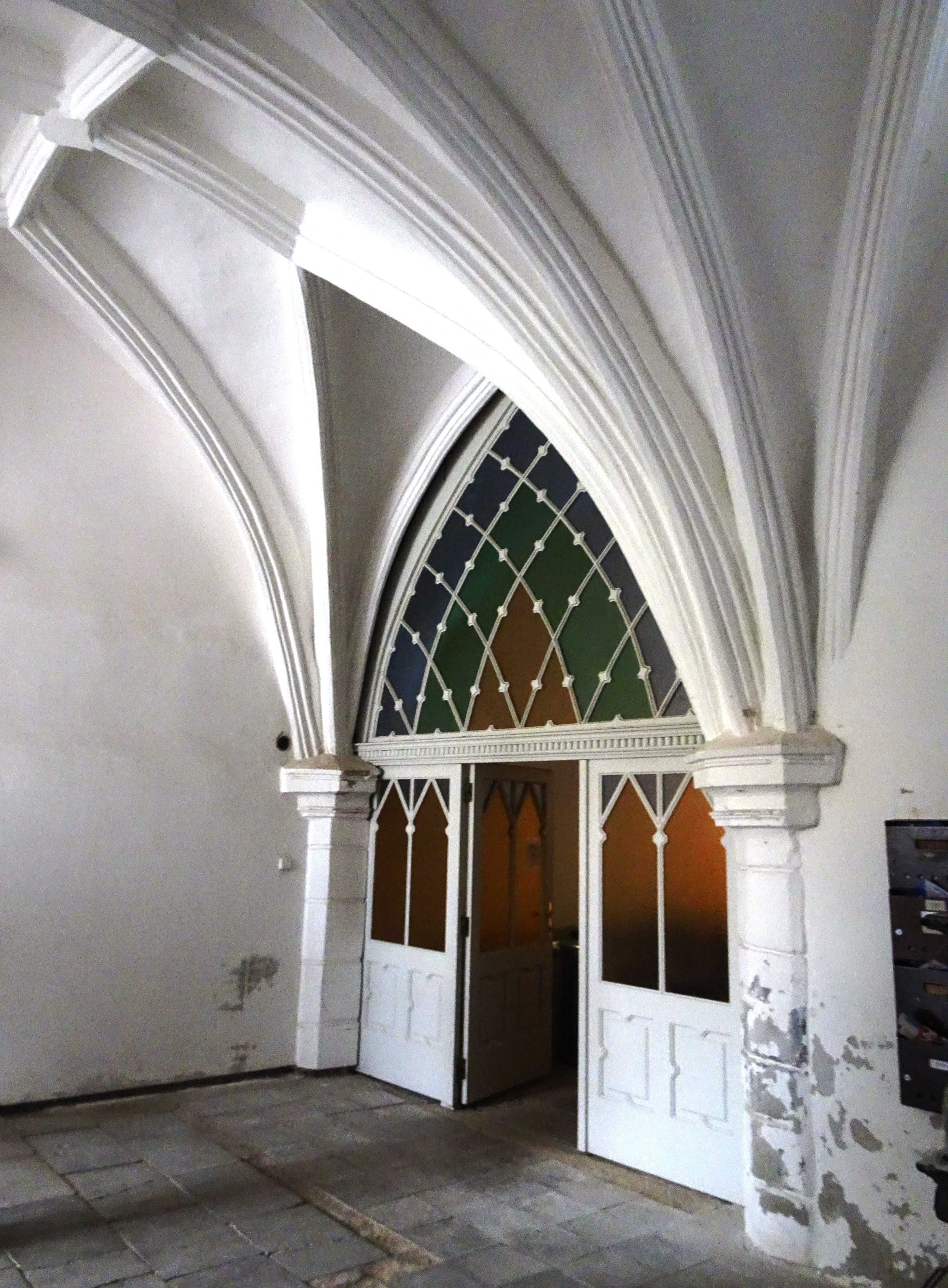
Mázhaus
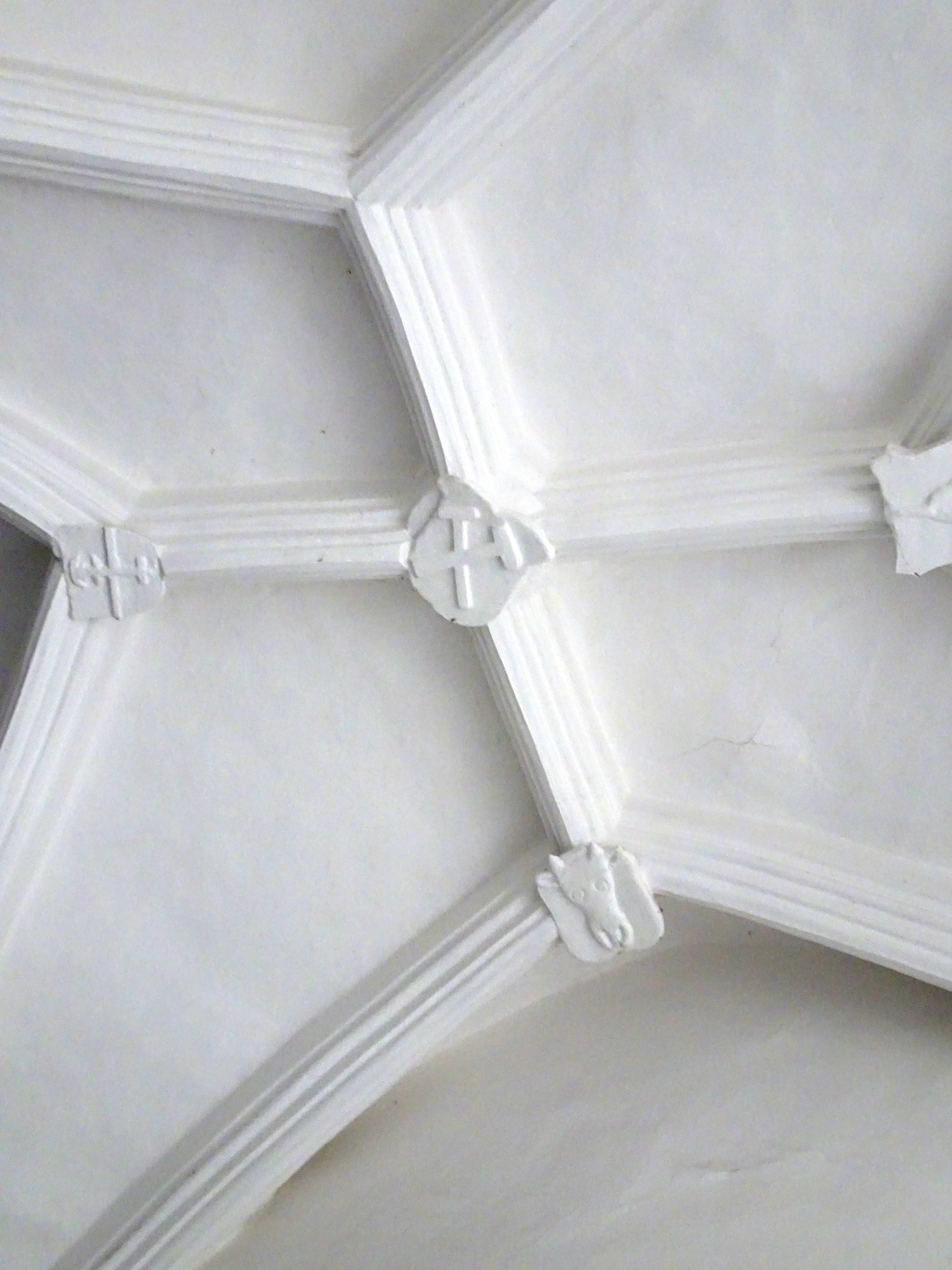
Detail žebrové klenby v mázhausu
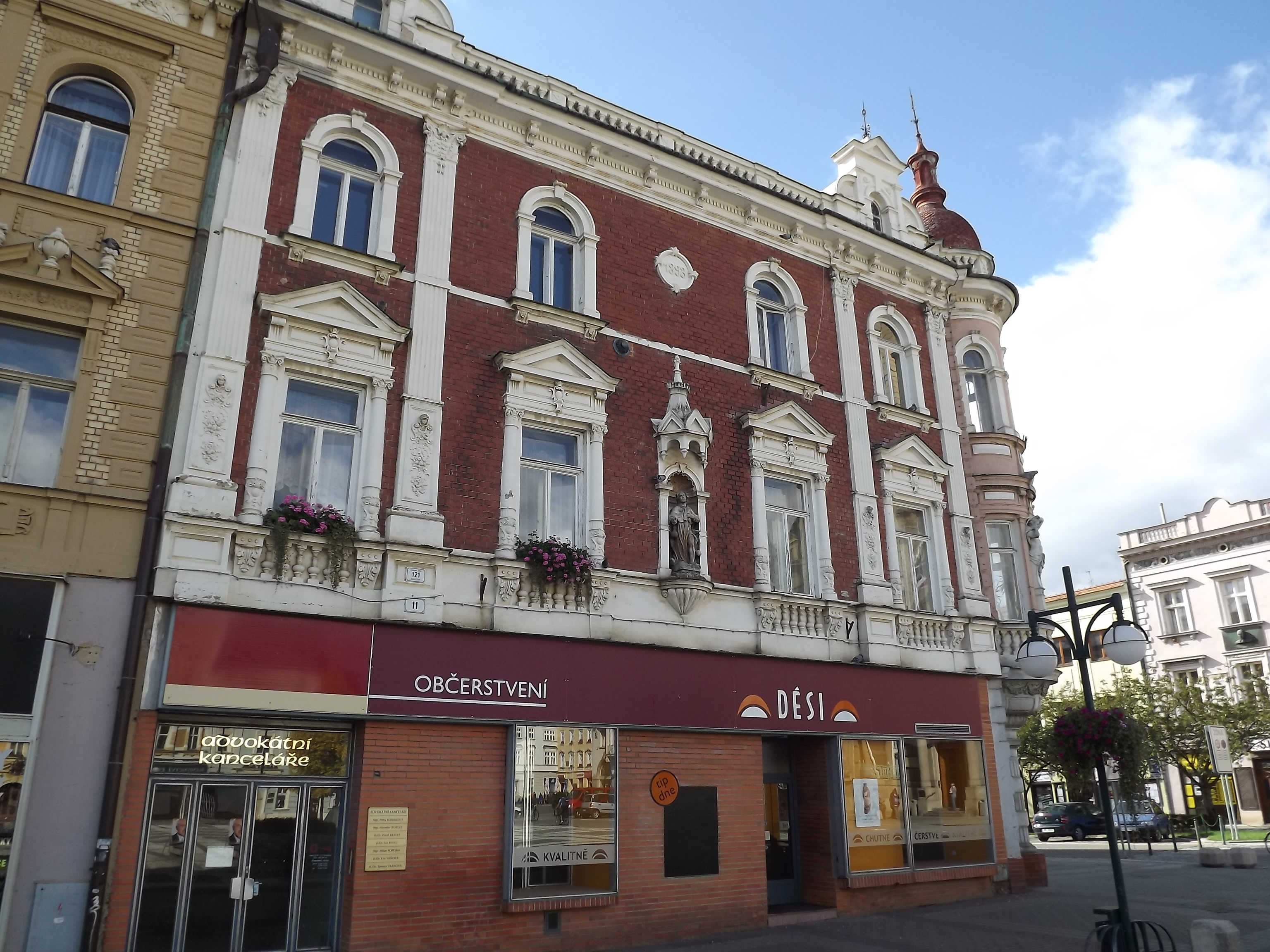
Domovní fasáda z náměstí